# Loi scalante
On nomme lois scalantes, ou parfois aussi lois de puissance[réf. nécessaire], un certain nombre de lois constatées le plus souvent empiriquement et où interviennent des phénomènes d’invariance d'échelle, d’où leur nom, ou parfois d’invariance de repères[réf. nécessaire]. Il arrive qu’on soupçonne leur validité dans des domaines autres que ceux pour lesquels elles ont été démontrées ; c’est le cas par exemple pour la loi de Mandelbrot[réf. nécessaire].
Les plus connues sont :
- la loi de Zipf (constatée) ;
- la loi de Mandelbrot, généralisation de la précédente (démontrée)[réf. nécessaire] ;
- la loi de Kleiber ;
- la loi de Pareto et le principe de Pareto, dit aussi « des 80/20 » (constatée ; étudiée par Knuth dans The Art of Computer Programming, vol. 3, « Sorting and searching »)[réf. nécessaire] ;
- la loi de Benford, loi de distribution du premier chiffre dans des tables numériques ou des carnets d’adresses (démontrée) ;
- les courbes d'apprentissage ;
- la distribution de la vitesse des molécules dans un gaz[1][réf. nécessaire].

## Sujets où interviennent des lois scalantes
- Autorégulation
- Théorème de Noether
- Géométrie fractale
- Théorie du chaos

Le vidéaste David Louapre montre en septembre 2021 un exemple de recherche de loi scalante dans le domaine chaotique de la bourse.